# 2018年日本の補欠選挙
2018年日本の補欠選挙（2018ねんにほんのほけつせんきょ）では、日本における立法機関である衆議院および参議院における国会議員の欠員を補充するための2018年（平成30年）の補欠選挙について取り上げる。
この年の補欠選挙は実施事由が存在したものの、実施できなかった。

## 概要
補欠選挙は、議員が辞職あるいは死亡したこと等で、欠員が生じた場合にその欠員を補充するために行われる選挙である。2000年（平成12年）の公職選挙法改正によって、衆議院と参議院の補欠選挙は4月と10月の年2回にまとめて実施されている。なお、補欠選挙の期日については、公職選挙法第33条の2において以下のように定められている。
- 9月16日から翌年の3月15日（第1期間）までに衆議院議員及び参議院議員の再選挙又は補欠選挙を行う事由が生じた場合は、当該期間直後の4月の第4日曜日に補欠選挙を行う。
- 3月16日から9月15日（第2期間）までに衆議院議員及び参議院議員の再選挙又は補欠選挙を行う事由が生じた場合は、当該期間直後の10月の第4日曜日に補欠選挙を行う。

2018年（平成30年）について、第1期間は3月15日までに補欠選挙を行う事由が生じなかったため、該当日となる4月22日は補欠選挙が行われなかった。
第2期間は、9月13日に衆議院議員玉城デニーが沖縄県知事選挙に立候補したことにより失職したために沖縄県第3区において実施事由が生じた。しかし、第48回衆議院議員総選挙の一票の格差をめぐって、選挙の無効を求める訴訟の判決が9月15日までに確定しなかったため、公職選挙法第33条の2第7項の規定により、該当日となる10月28日は補欠選挙が行われなかった。
このため2018年は前年に続いて補欠選挙がなく、国政選挙はまったく行われなかった。なお、沖縄県第3区の補欠選挙は、翌年の統一補欠選挙の第1期間の該当日である2019年（平成31年）4月21日に、第19回統一地方選挙後半戦と同時に実施された。
なお、2018年に在職中の国会議員に係る補欠選挙の最終期限は以下の通りである。
- 第48回衆議院議員総選挙選出議員については、解散がなければ2021年（令和3年）3月15日までに欠員が生じた場合（同年4月の補欠選挙）
- 第23回参議院議員通常選挙選出議員については、2018年（平成30年）9月15日までに欠員が生じた場合（同年10月の補欠選挙）
- 第24回参議院議員通常選挙選出議員については、2021年（令和3年）9月15日までに欠員が生じた場合（同年10月の補欠選挙）